# Barbara Knöfler
Barbara Knöfler (* 21. August 1957 in Aschersleben) ist eine ehemalige Landtagsabgeordnete (parteilos).

## Leben und Beruf
Barbara Knöfler machte von 1974 bis 1976 eine Berufsausbildung als Lebensmittellaborantin/Ing. für Lebensmitteltechnologie. Sie war danach bis 1982 Angestellte im Fleischkombinat Quedlinburg und von 1982 bis 1993 im Landratsamt Quedlinburg beschäftigt. 
Während dieser Zeit machte sie 1986 ihre Sprachkundigenprüfung für die russische Sprache. Es folgte ein Studium der Rechtswissenschaften an der Humboldt-Universität zu Berlin (1986–1989) und an der Martin-Luther-Universität Halle-Wittenberg (1989–1992). Sie machte zwischen 1992 und 1995 ihren Verwaltungsabschluss an der Wirtschafts- und Verwaltungsakademie Halle. Anschließend absolvierte sie neben ihrer politischen Arbeit einen Fernlehrgang an der Hamburger Akademie für Fernstudien.
Sie ist verheiratet und hat zwei Kinder.

## Partei
Von 1976 bis 1989 war sie Mitglied der SED, von 1994 bis 2007 Mitglied der PDS und von 2007 bis Oktober 2008 Mitglied der Partei Die Linke. Seit Oktober 2008 ist Knöfler parteilos.

## Abgeordnete
Barbara Knöfler ist seit 1978 Stadträtin in Quedlinburg. Seit 2007 ist sie Mitglied des Kreistages im Landkreis Harz. Von 1994 bis 2011 gehörte sie dem Landtag von Sachsen-Anhalt an. Für die PDS zog sie erstmals 1994 (2. Wahlperiode) in den Landtag von Sachsen-Anhalt ein. Sie saß für die Linksfraktion im Ausschuss für Recht und Verfassung, im Petitionsausschuss sowie im Wahlprüfungsausschuss.
Zum Eklat kam es am 14. Oktober 2008, als bekannt wurde, dass sie im Jahr 2005 geheime Tonaufnahmen von Sitzungen der Landtagsfraktion und eines Telefonats mit Fraktionschef Wulf Gallert angefertigt haben soll. Sie trat aus Fraktion und Partei aus, ohne allerdings ihr Mandat niederzulegen. Am 20. Oktober 2008 forderten die Mitglieder des Kreisvorstandes Harz der Partei DIE LINKE Barbara Knöfler in einem einstimmigen Beschluss auf, die Mandate im Landtag Sachsen-Anhalt, Kreistag Harz und Stadtrat Quedlinburg niederzulegen und an die Partei zurückzugeben und Platz für Nachrücker der Partei DIE LINKE zu machen.